# Robert F. Mehl
Robert Franklin Mehl (* 30. März 1898 in Lancaster, Pennsylvania; † 29. Januar 1976 in Pittsburgh, Pennsylvania) war ein US-amerikanischer Metallurg am Carnegie Institute of Technology.
Mehl wird eine wichtige Bedeutung beim Übergang der Metallurgie des 19. Jahrhunderts zur Materialwissenschaft des 20. Jahrhunderts und bei der Entwicklung moderner Curricula in diesen Fächern zugesprochen. Er trug wesentlich zur Entwicklung der Johnson-Mehl-Avrami-Kolmogorow-Gleichung bei, die Phasenübergänge bei der Nukleation beschreibt.

## Leben
Mehl erwarb am Franklin & Marshall College einen Abschluss und 1924 bei Donald P. Smith an der Princeton University einen Ph.D. in Physikalischer Chemie und Metallurgie, während er am Juniata College Vorlesungen gab. 1925 übersetzte er Gustav Tammanns Aggregatzustände vom Deutschen ins Englische. Als Postdoktorand arbeitete Mehl mit einem Stipendium des National Research Council bei Theodore William Richards an der Harvard University.
Ab 1927 war Mehl Gründungsleiter der Abteilung für Physikalische Metallurgie am Naval Research Laboratory, wo vor allem seine Zusammenarbeit mit Charles S. Barrett zu Widmanstätten-Gefügen fruchtbar war. Gemeinsam verbesserten sie Methoden der zerstörungsfreien Materialprüfung mittels Röntgenstrahlung. Mehl engagierte sich im American Institute of Mining and Metallurgical Engineers (AIME) und in der American Society of Metals (ASM), in denen er sich um die Kontakte zwischen der wissenschaftlichen und der industriellen Metallurgie verdient machte.
1931/1932 arbeitete Mehl in der Forschungsabteilung der American Rolling Mill Company in Middletown, Ohio, nahm aber 1932 eine Professur für Metallurgie am Carnegie Institute of Technology (CIT) an, wo er gleichzeitig Direktor des Metals Research Laboratory wurde. 1935 übernahm er die Leitung der gesamten Abteilung für metallurgische Technik.
1960 wechselte Mehl erneut in die Industrie und übernahm beratende Tätigkeiten für die United States Steel Corporation in Europa. 1966 kehrte er in die Vereinigten Staaten zurück, wo er kurzfristige Gastprofessuren an der University of Delaware und an der Syracuse University innehatte.
1934 wurde Mehl als Fellow in die American Association for the Advancement of Science gewählt, 1958 als Mitglied in die National Academy of Sciences. Er erhielt mehrere Auszeichnungen des AIME und der ASM, sowie vier Ehrendoktorate. Das Institute of Metals innerhalb der Minerals, Metals & Materials Society vergibt seit 1922 eine Auszeichnung für herausragende Leistungen, die seit 1972 den Namen von Robert Franklin Mehl trägt.
Robert F. Mehl war seit 1923 mit Helen Charles verheiratet. Das Paar hatte drei Kinder.